# Scotinella formica
Espèce
Synonymes
- Phrurolithus formica Banks, 1895

Scotinella formica est une espèce d'araignées aranéomorphes de la famille des Phrurolithidae.

## Distribution
Cette espèce est endémique des États-Unis. Elle se rencontre du Massachusetts à l'Arizona et à la Floride.

## Habitat
Cette espèce se rencontre dans les fourmilières de Crematogaster lineolata.

## Description
Le mâle holotype mesure 2,1 mm.
Le mâle décrit par Platnick et Chamé-Vázquez en 2024 mesure 2,07 mm et la femelle 2,24 mm.

## Systématique et taxinomie
Cette espèce a été décrite sous le protonyme Phrurolithus formica par Banks en 1895. Elle est placée dans le genre Phruronellus par Chamberlin en 1921 puis dans le genre Scotinella par Platnick et Chamé-Vázquez en 2024.

## Publication originale
- Banks, 1895 : « A list of the spiders of Long Island; with descriptions of new species. » Journal of the New York Entomological Society, vol. 3, p. 76-93 (texte intégral).